# بيير (السوم)

تعديل مصدري - تعديل

بيير هي إحدى قرى عزلة السوم بمديرية السوم التابعة لمحافظة حضرموت، بلغ تعداد سكانها 172 نسمة حسب تعداد اليمن لعام 2004.